# Epicharis angulosa
Epicharis angulosa är en biart som beskrevs av Roy R. Snelling 1984. Epicharis angulosa ingår i släktet Epicharis och familjen långtungebin. Inga underarter finns listade i Catalogue of Life.